# تفجيران في ستوكهولم 2010
حدثت انفجارات ستوكهولم عام 2010 ديسمبر 11 تمثل بإنفجاران انتحاريان لوزارة الخارجية السويدية وصفته سابو على انه عمل ارهابي حدث في السويد ,في ستوكهولم.